# Boy Meets Girl (1938)
Boy Meets Girl is een Amerikaanse filmkomedie uit 1938 onder regie van Lloyd Bacon.

## Verhaal
Twee luie scenaristen moeten een westernverhaal schrijven voor de ster van de filmstudio. Een serveerster geeft hun een idee voor een film over een cowboy en een baby. De opnamen gaan niet van een leien dakje.

## Rolverdeling
| Acteur           | Personage         |
| ---------------- | ----------------- |
| James Cagney     | Robert Law        |
| Pat O'Brien      | J.C. Benson       |
| Marie Wilson     | Susie             |
| Ralph Bellamy    | C. Elliott Friday |
| Frank McHugh     | Rossetti          |
| Dick Foran       | Larry Toms        |
| Bruce Lester     | Rodney Bowman     |
| Ronald Reagan    | Omroeper          |
| Paul Clark       | Happy             |
| Penny Singleton  | Peggy             |
| Dennie Moore     | Juffrouw Crews    |
| Harry Seymour    | Liedjesschrijver  |
| Bert Hanlon      | Liedjesschrijver  |
| James Stephenson | Majoor Thompson   |